# 2188 Орлятко
2188 Орлятко (2188 Orlenok) — астероїд головного поясу, відкритий 28 жовтня 1976 року.
Тіссеранів параметр щодо Юпітера — 3,279.
Названий в честь двацятиріччя Орлятка . Астероїд має неправильну форму і не перетинає орбіту Землі